# ديفيد ماكميلان (عالم)
ديفيد ويليام كروس ماكميلان (من مواليد 16 مارس 1968) هو كيميائي بريطاني وأستاذ جامعي متميز للكيمياء جيمس إس ماكدونيل في جامعة برينستون، حيث كان أيضًا رئيس قسم الكيمياء من 2010 إلى 2015. حصل في عام 2021 على جائزة نوبل في الكيمياء مع بنيامين ليست.